# Cydrela spinifrons
Cydrela spinifrons là một loài nhện trong họ Zodariidae.
Loài này thuộc chi Cydrela. Cydrela spinifrons được J. Hewitt miêu tả năm 1915.